# Asparagus capensis
Asparagus capensis är en sparrisväxtart som beskrevs av Carl von Linné. Asparagus capensis ingår i släktet sparrisar, och familjen sparrisväxter.

## Underarter
Arten delas in i följande underarter:
- A. c. capensis
- A. c. litoralis